# Декина, Евгения Викторовна
Евгения Викторовна Декина (род. 13 июля 1984, Прокопьевск, Кемеровская область) — российский прозаик и сценарист. Редактор отдела прозы журнала Лиterraтура.
Окончила филологический факультет Томского Государственного университета по специальности «Современная литература и литературная критика», сценарно-киноведческий факультет Всероссийского Государственного института кинематографии (кинодраматургия). Участник литературных форумов и конференций, автор критических статей.Преподает кинодраматургию в киношколе ТГУ.
Член союза писателей Москвы, член союза писателей России, член международного ПЕН-центра. Руководитель семинара прозы Союза писателей Москвы, Союза писателей России. 
Автор большого корпуса рассказов

, циклов рассказов, опубликованных не только в толстых литературных журналах, но и в сетевых изданиях. Автор повестей «Золотой корень», «Метан», романа Плен
Лауреат международного конкурса пьес детского театрального фестиваля «Петрушка» (2014, 2015), дипломант российско-итальянской премии «Радуга» (2016, 2017), лауреат премии «Звездный билет» (Аксенов-фест, 2016), премии «Росписатель» (2016), Волошинского конкурса (2017), премии «Экология и культура» (2018).
Критики отмечают смелость в изображении социальных проблем современной жизни:
«Женя Декина — смелый автор. В самом деле: она берет схему чрезвычайно успешного „Дома, в котором…“ Мариам Петросян, убирает все, что сделало „Дом…“ успешным, и оставляет только тяжелую социальную прозу. С тяжелыми героями и тяжелым пространством. И при этом все „взаправду“»., а также попытки соединить разные миры, во всем найти точки пересечения:
Настоящие друзья её детства — это «гопники», ребята из семей, живущих у черты бедности… Могут ли эти два мира найти общий язык и мирно сосуществовать? Или один будет вечно говорить, а другой — только молча внимать?).
Живет в Балашихе Московской области.